# جبر لاپلاسی
جبر لاپلاسی (به انگلیسی: Laplace's Demon) اصطلاحاً به یک تفکر گفته می‌شود که نخستین بار توسط پیر سیمون لاپلاس در سال ۱۸۲۰ مطرح شد.
این جبر مطرح می‌کند در صورتی که تمام قوانین حاکم و وضعیت کنونی سامانه‌ای مشخص باشد و انسان کاملاً توانایی محاسبه آن را داشته باشد، می‌تواند وضعیت آینده آن سیستم را مشخص کند. مثلاً با استفاده از قوانین حرکت نیوتون رفتار سیارات و گرفت‌ها را پیش‌بینی کند و از آنجایی که انسان از اتم‌ها و ملوکول‌ها ساخته شده و در صورتی که انسان توانایی محاسبه رفتار تک‌تک اتم‌ها را از روی قوانین فیزیک داشته باشد رفتار وی کاملاً قابل پیش‌بینی و جبری خواهد بود. این جبر در مورد کل جهان هستی نیز صدق می‌کند.
با ورود به سده ۲۰ دو نظریه مکانیک کوانتم (مبتی بر احتمال و شانس مانند گربه شرودینگر) و نظریه آشوب این جبر را رد کردند.